# 여자가 두번 화장할 때 (영화)
"여자가 두번 화장할 때"는 1984년에 개봉한 대한민국의 영화이다.

## 캐스팅
- 안소영
- 이영하
- 마흥식
- 사미자
- 김원섭
- 김하림
- 곽은경
- 장연수
- 민효지
- 노금임